# 德耶镇区
德耶鎮區為緬甸馬圭省德耶縣的鎮區。2014年人口104,347人，區域面積1,202.0平方公里。該鎮區下分90個村莊。德耶為該鎮區首府。該鎮區著名的山峰如敏巴山（Mount Myinba，514.5公尺）以及敏瑪吉山（Mount Myinmagyi，314.6公尺）等。

## 毗鄰
與德耶鎮區相鄰的地區有：
- 敏拉鎮區：位在德耶鎮區北邊
- 新榜衛鎮區：位在德耶鎮區東北邊
- 昂蘭鎮區：位在德耶鎮區東邊和東南邊
- 卡馬鎮區：位在德耶鎮區西南邊
- 敏東鎮區：位在德耶鎮區西邊

## 外部連結
- "Thayet Google Satellite Map" （页面存档备份，存于） Maplandia